# Vohilaid
Vohilaid is een eiland binnen de territoriale wateren van Estland. Het ligt voor de kust van het grotere eiland Hiiumaa en maakt deel uit van het grondgebied van de gemeente Hiiumaa. Bestuurlijk valt Vohilaid onder het dorp Vahtrepa. Ten noorden van het eiland ligt de Hellamaabaai, ten oosten ervan ligt Hari Kurk, de zeestraat tussen de eilanden Hiiumaa en Vormsi. De vroegere Duitse naam was Wohhi.

## Geografie

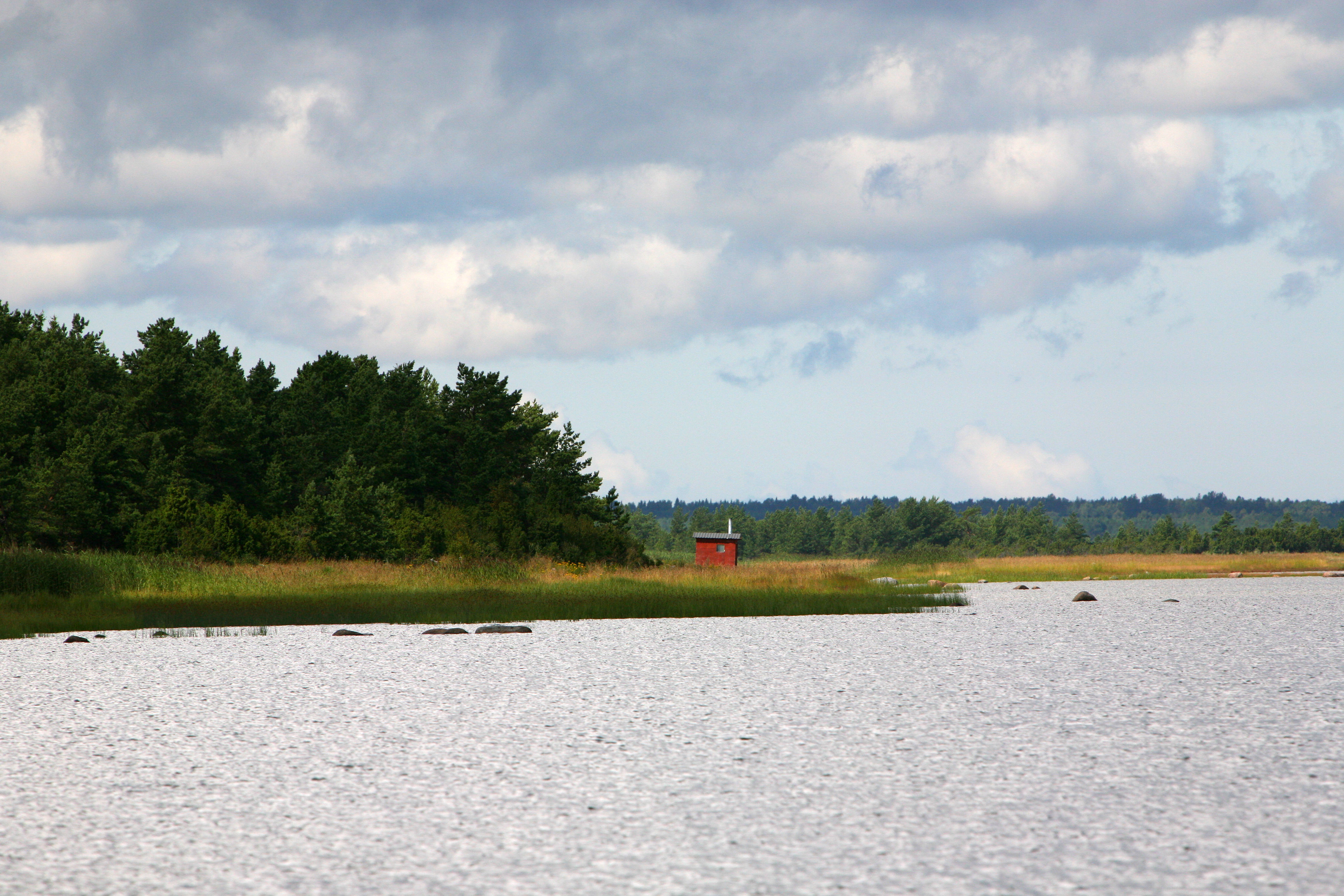
Het eiland Vohilaid

Het eiland heeft een oppervlakte van 4,16 km² en is onbewoond. Het hoogste punt van het eiland is 10 meter hoog. Het wordt vooral gebruikt om vee op te laten grazen. Het is niet moeilijk om er te komen, aangezien het 400 meter brede water tussen Hiiumaa en Vohilaid maar 40 centimeter diep is en soms helemaal droog ligt.
Het oostelijk deel van het eiland heeft een ondergrond van kalksteen. Hier groeien vooral jeneverbesstruiken. Het westelijk deel bestaat uit zandgrond. De kuststrook is rietland.
Ten noorden van Vohilaid ligt een reeks nog kleinere eilanden: Hellamaa rahu, Rambirahu en Uuemaa rahu (rahu betekent ‘klip’). Ten zuiden van Vohilaid ligt het eilandje Hõralaid. Al deze eilanden zijn onbewoond.

## Geschiedenis
Het eiland is van oorsprong een archipel van kleinere eilandjes, die samengegroeid zijn. In 1586 werd het eiland voor het eerst vermeld onder de naam Killingeholm. Het is lange tijd bewoond geweest, in elk geval vanaf het midden van de 18e eeuw. Voor de Tweede Wereldoorlog lagen er nog vier boerderijen op het eiland. In de tijd van de Sovjetbezetting na de oorlog kreeg het eiland de bestemming van grasland, vooral voor schapen. De laatste bewoners vertrokken in 1956.
Sinds 2006 is Vohilaid een beschermd natuurgebied, vanwege de zeldzame planten die er groeien en de ca. 60 verschillende soorten vogels die er voorkomen. Het eiland is een onderdeel van het natuurgebied Vahtrepa (Estisch: Vahtrepa maastikukaitseala).